# Alen Hadžiabdić
Alen Hadžiabdić (Tuzla, 1. svibnja 1980.), bosanskohercegovački majstor borilačkih vještina. Nositelj je 3. Dana u aikidu.

## Životopis
Alen Hadžiabdić je rođen 1. svibnja 1980. godine u Tuzli. U rodnom gradu je završio osnovnu školu Abdurahman Saračević Aco i srednju Medicinsku, a u Sarajevu 2007. godine Fakultet za kriminalistiku, kriminologiju i sigurnosne studije Sveučilišta u Sarajevu. Od 2012. se profesionalno bavi fotografijom. 
Godine 2002. tijekom studija u Sarajevu je započeo vježbati aikido.  Zvanje 1. Dan dobio je 2007. godine od Nobuyoshi Tamure. Godine 2012. je od Toshiro Suge u Skoplju dobio 2. Dan, a 2016. godine u istom gradu 3. Dan. Surađivao je s Claudeom Pellerinom i Robertom Sánchezom. 
Godine 2007. je osnovao Aikido klub Sonkei u Tuzli, kojeg je 2010. premjestio u Sarajevo.
Živi u Sarajevu.

## Vanjske povezice
- Aikido klub Sonkei Sarajevo
- Alen Hadžiabdić Photography
- Alen Hadžiabdić: Aikido ne poznaje konflikt, baziran je na našu unutrašnju borbu sa strahovima  Arhivirana inačica izvorne stranice od 6. listopada 2020. (Wayback Machine)